# Acrion
Acrion (±450 v.C.) was een pythagoristische filosoof uit Locri. Hij werd door de Latijnse schrijver Valerius Maximus vermeld onder de naam Arion, wat volgens de Engelse lexicograaf William Smith een foutieve lezing is van Acrion.
Hij is ooit bezocht door Plato, met wie hij zijn overtuigingen gedeeld heeft.